# 19 Гончих Псов
19 Гончих Псов (лат. 19 Canum Venaticorum) — кратная звезда в созвездии Гончих Псов на расстоянии приблизительно 222 световых лет (около 68,1 парсек) от Солнца. Возраст звезды определён как около 560 млн лет.

## Характеристики
Первый компонент (HD 115271A) — белая звезда спектрального класса A5, или A5-F0, или A7V. Визуальная звёздная величина звезды — +5,783m. Масса — около 2,029 солнечной, радиус — около 2,563 солнечного, светимость — около 25,515 солнечной. Эффективная температура — около 8148 K.
Второй компонент (HD 115271B).
Третий компонент — коричневый карлик. Масса — около 57,99 юпитерианской. Удалён в среднем на 1,893 а.е..
Четвёртый компонент (WDS J13155+4051B). Визуальная звёздная величина звезды — +9,48m. Удалён на 0,6 угловой секунды.